# Atletica leggera ai XIX Giochi del Mediterraneo - 3000 metri siepi maschili
La specialità dei 3000 metri siepi maschili ai XIX Giochi del Mediterraneo si è svolta il 30 giugno 2022 presso l'Oran Olympic Stadium di Orano.

## Calendario
| Data      | Ora   | Turno  |
| --------- | ----- | ------ |
| 30 giugno | 19:50 | Finale |

## Risultati

### Finale
| Posizione | Atleta                    | Nazionalità | Tempo   | Note                                     |
| --------- | ------------------------- | ----------- | ------- | ---------------------------------------- |
| Oro       | Bilal Tabti               | Algeria     | 8'22"79 |                                          |
| Argento   | Mohamed Tindouft          | Marocco     | 8'23"85 |                                          |
| Bronzo    | Hichem Bouchicha          | Algeria     | 8'23"95 |                                          |
| 4         | Ahmed Jaziri              | Tunisia     | 8'24"31 |                                          |
| 5         | Abderrafia Bouassel       | Marocco     | 8'29"59 |                                          |
| 6         | Hilal Yego                | Turchia     | 8'33"43 | Miglior prestazione personale stagionale |
| 7         | Gatien Airiau             | Francia     | 8'34"12 |                                          |
| 8         | Mohamed Amin Jhinaoui     | Tunisia     | 8'35"32 |                                          |
| 9         | Alejandro Quijada Sanchez | Spagna      | 8'36"69 | Miglior prestazione personale            |
| 10        | Etson Mendes Barros       | Portogallo  | 8'37"57 |                                          |
| 11        | Giovanni Gatto            | Italia      | 8'46"77 |                                          |
| 12        | Clement Duigou            | Francia     | 8'52"68 |                                          |
| -         | Georgios Stamoulis        | Grecia      | dnf     |                                          |